# Kochłowice (Opole)
Pour les articles homonymes, voir Kochłowice.

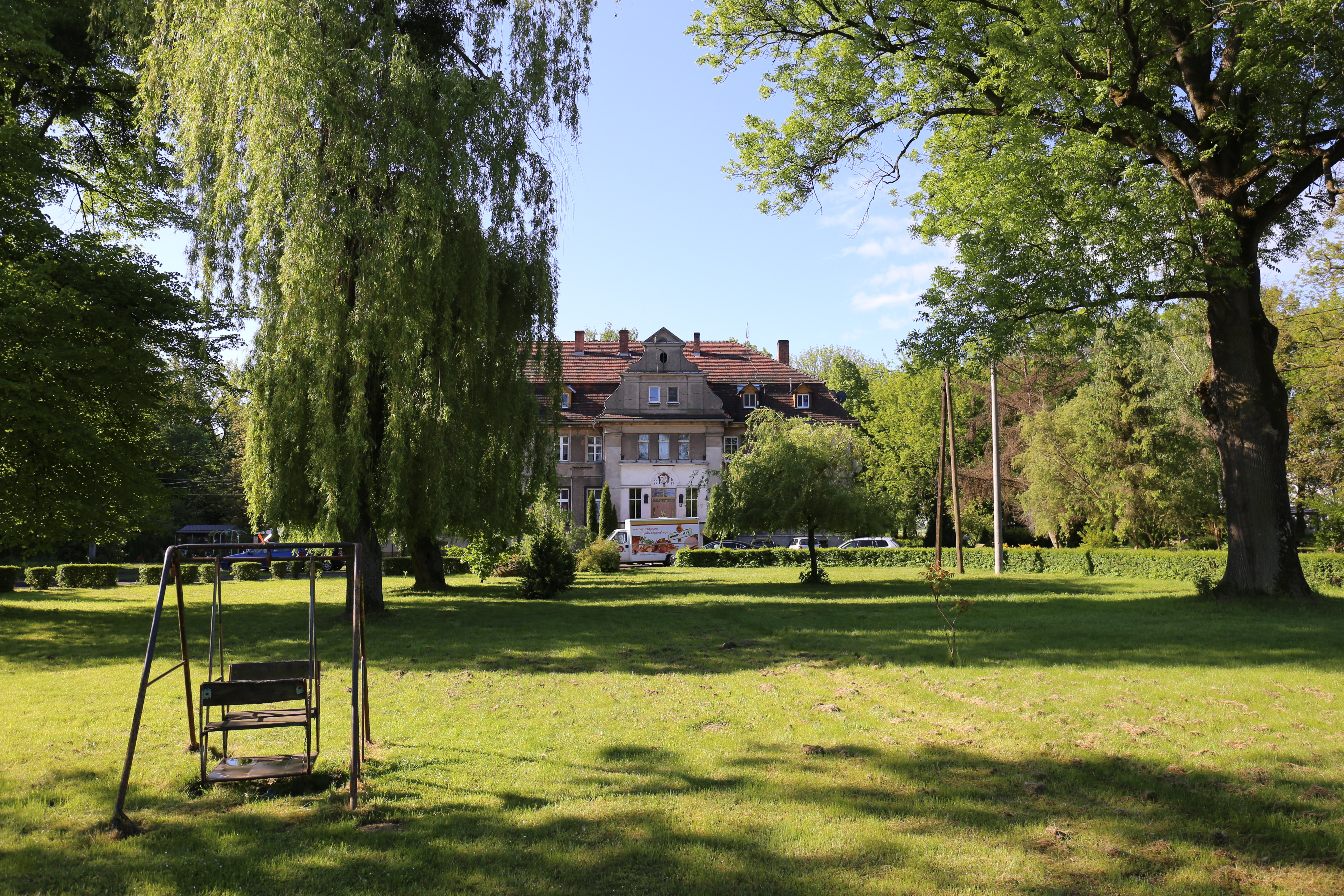
Kochłowice – un village de Pologne situé dans la voïvodie d'Opole, dans le powiat de Kluczbork, dans la commune de Byczyna.

Kochłowice est une localité polonaise de la gmina de Byczyna, située dans le powiat de Kluczbork en voïvodie d'Opole.

## Histoire
De 1742 à 1945, Kochelsdorf fait partie de l'arrondissement de Kreuzburg-en-Haute-Silésie (de) dans le district d'Oppeln au sein de la province de Silésie.